# 온유의 음반 외 활동 목록
다음은 대한민국의 가수, 배우 온유 (ONEW)의 출연 작품과 방송 목록이다.

## 출연 작품

### 뮤지컬
- 2010년 4월~6월 《형제는 용감했다》 주봉 역[1][2]
- 2010년 9월~11월 《락 오브 에이지》 드류 역[3]
- 2019년 3월~6월 《신흥무관학교》 지청천 역[4][5]
- 2019년 10월~12월 《귀환》 김승호 (과거) 역[6][7]
- 2021년 5월~7월 《태양의 노래》 하람 역
- 2022년 5월~6월 《태양의 노래》 하람 역

### 드라마
- 2010년 SBS 《닥터 챔프》 마지막회[8]
- 2011년 SBS 《아테나: 전쟁의 여신》 1월 3일
- 2012년 SBS 플러스 《오마이갓x2》 4월 23일[9]
- 2013년 KBS2 《일말의 순정》 5월 10일[10]
- 2013년 JTBC 《시트콩 로얄빌라》 주연[11][12][13]
- 2016년 KBS2 《태양의 후예》 ... 이치훈 역[14]

## 방송 프로그램

### TV
MC
- 2009년 MBC every1 《"지금은 꽃미남 시대"》 (MC)
- 2010년 5월 ~ 12월 KBS2 《"밤샘 버라이어티 야행성"》 MC (고정)[15][16]
- 2010년 MBC 《"쇼! 음악중심"》 스페셜 MC 8월 7일, 8월 14일[17][18]
- 2010년 10월 ~ 2011년 7월 MBC 《"쇼! 음악중심"》 MC (고정)[19]
- 2012년 SBS 《"인천 K-POP 콘서트"》 MC[20]
- 2013년 Mnet 《"엠카운트다운 니하오-타이완"》 MC[21]
- 2013년 KBS2 《"황금카메라"》 3월 28일, 5월 23일 방송 MC
- 2013년 KBS2 《"드림콘서트"》 MC[22]
- 2015년 4월 8일 현지 녹화 KBS2 《"뮤직뱅크 인 하노이"》 MC
- 2015년 SBS 《"인기가요"》 스페셜 MC 6월 7일
- 2017년 SBS 《"인기가요"》 스페셜 MC 6월 25일
- 2018년 MBC 《"쇼! 음악중심"》 스페셜 MC 6월 23일[23]

레귤러
- 2008년 Mnet 《샤이니의 연하남》
- 2009년 KBS joy 《샤이니의 헬로 베이비》
- 2013년 MBC MUSIC 《샤이니의 어느 멋진 날》[24]
- 2014년 SBS 《정글의 법칙》[25]
- 2016년 tvN 《먹고 자고 먹고》[26]
- 2021년 JTBC 《바라던 바다》
- 2021년 카카오tv 《개미는 오늘도 뚠뚠 시즌5》
- 2021년 sm c&c 유튜브 《군필돌캠프》
- 2024년 유튜브 《감별사》

### 라디오
- 스페셜 DJ
  - KBS 2FM 《"슈퍼주니어의 키스 더 라디오"》 - 2008년 7월 8일,16일, 2010년 4월 5일, 9일, 12월 1일, 
 2011년 1월 27일, 2013년 1월 8일, 9일, 16일, 24일~27일, 2월 13일, 14일, 16일, 21일, 5월 8일, 2016년 5월 25일, 7월 5일
  - MBC FM4U 《"친한친구"》 - 2009년 3월 8일, 2010년 4월 14일
  - KBS 2FM 《서경석의 뮤직쇼》 - 2009년 11월 1일, 8일
  - KBS 2FM 《나르샤의 볼륨을 높여요》 - 2010년 8월 10일
- 고정 게스트
  - 2008년 7월 14일 ~ 19일 - 《"신동,김신영의 심심타파"》 《돼지우리》
  - 2008년 7월 25일 ~ 9월 27일 - 《"신동,김신영의 심심타파"》 《사연이 산다》
  - 2008년 9월 24일 ~ 2009년 2월 24일 - 《"박경림의 별이 빛나는 밤에"》 《천인의 스캔들》
  - 2009년 1월 3일 ~ 2월 28일 - "신동,김신영의 심심타파" 《극과 극》
  - 2009년 7월 20일 ~ 24일 - 《"강인,태연의 친한친구"》 《내기할래》
  - 2009년 7월 25일 ~ 8월 29일 - 《"신동,김신영의 심심타파"》 《대리 서비스》
  - 2009년 11월 28일 ~ 2010년 1월 2일 - 《"슈퍼주니어의 키스 더 라디오"》 《선곡 대결》
  - 2010년 8월 14일 ~ 28일 - 《"이수영의 뮤직쇼"》 《리플쇼 아이돌》
  - 2011년 4월 4일 ~ 8일 - 《"슈퍼주니어의 키스 더 라디오"》 《연예인 DC》

## 음반 외 활동

### 저서
| 년도 | 출판사         | 구분       | 제목                                                     | 비고                      |
| ---- | -------------- | ---------- | -------------------------------------------------------- | ------------------------- |
| 2011 | 웅진리빙하우스 | 여행에세이 | 태양의 아이들 (ONEW, KEY, TAEMIN of SHINee in Barcelona) | 2011년 12월 8일 정식 발행 |

### 광고 모델
- 2008년 6월 캐쥬얼의류 "Clride.n"
- 2008년 7월 SK네트웍스 "스마트학생복"
- 2008년 11월 LG생활건강 10대 화장품 브랜드 "나나스비"
- 2009년 1월 스포츠브랜드 "Reebok"
- 2009년 7월 캐쥬얼의류 "Clride.n"
- 2009년 10월 오뚜기 "뿌셔뿌셔"
- 2009년 12월 치킨 브랜드 "멕시카나"
- 2010년 9월 중국 의류브랜드 "H2"
- 2010년 11월 팔도 "산타페"
- 2010년 12월 캐주얼 브랜드 "메이폴(MAYPOLE)"
- 2011년 3월 인터넷 쇼핑몰 "옥션"
- 2011년 8월 日 데님 브랜드 "Right-On"
- 2011년 11월 화장품 브랜드 "에뛰드 하우스"
- 2013년 2월 스포츠 브랜드 스케쳐스 "skechers"
- 2014년 12월 화장품 브랜드 "더샘"
- 2015년 3월 아이스크림 전문점 "베스킨라빈스 31"
- 2015년 6월 면세점 "신라면세점"
- 2016년 4월 오뚜기 "뿌셔뿌셔"